# Conseil international des aéroports
Pour les articles homonymes, voir CIA (homonymie) et ACI.
Fondé en 1991 par la fusion de plusieurs associations antérieures, le conseil international des aéroports (CIA, de l'anglais, Airports Council International, ACI) est la principale organisation professionnelle fédérant les sociétés aéroportuaires mondiales. Son siège est à Montréal au Canada.
C'est une organisation à but non lucratif dont les principales préoccupations sont relatives aux intérêts des gestionnaires aéroportuaires et à la promotion de l'excellence professionnelle dans la gestion et l'exploitation des aéroports. En favorisant la coopération entre les aéroports, les organisations aéronautiques mondiales et les partenaires financiers, le CIA contribue à la sécurité, à la sureté, à l'efficience et à la responsabilité environnementale du transport aérien.
En août 2007, il comptait 573 membres gérant 1 640 aéroports dans 178 pays et territoires. En 2006, selon ses propres chiffres, les membres de l'ACI ont transporté 4,4 milliards de passagers (contre 3,9 en 2004), 85,6 millions de tonnes métriques de fret (78,8 en 2004) et ont comptabilisé 72,2 millions de mouvements d'appareil (atterrissages et décollages) (69,4 en 2004). 
Le 3 novembre 2010, elle annonce qu'elle déménage son siège social de Genève à Montréal, se rapprochant ainsi géographiquement du siège de l'Organisation de l'aviation civile internationale (OACI) avec laquelle elle travaille conjointement sur certains sujets.

## Organisation
Le CIA se compose de cinq régions, chacune d'elles opérant indépendamment dans le cadre d'une affiliation collective sous la marque ACI. En conséquence, le siège de Genève n'est pas un véritable quartier général mais une simple organisation qui regroupe les cinq associations régionales suivantes :
- ACI Africa (basée à Casablanca au Maroc)
- ACI Asia-Pacific (basé à Hong Kong en Chine), comprenant l'Asie continentale, l'Australasie, les États et Nations de l'océan Pacifique et plusieurs aéroports d'Amérique du Nord et du Moyen-Orient
- ACI Europe (basée à Bruxelles en Belgique)
- ACI Latin America-Caribbean (basée à Quito en Équateur)
- ACI North America (basée à Washington aux États-Unis), qui représente la majorité des aéroports des États-Unis et du Canada.

## ASQ Awards
Depuis 2006, le CIA décerne chaque année le ASQ Awards (en) (Airport Service Quality Award) qui récompense le niveau de qualité des services aéroportuaires évalué grâce à un questionnaire rempli par 600 000 passagers par an.